# Willy Hermann
Willy Hermann (* 8. April 1881; † 30. Dezember 1944) war ein deutscher Konteradmiral der Reichsmarine.

## Leben
Willy Hermann trat am 7. April 1900 in die Kaiserliche Marine ein. 1906 war er als Oberleutnant zur See Adjutant der II. Marine-Artillerieabteilung. Am 22. März 1910 wurde er zum Kapitänleutnant und erhielt am 28. April 1918 seine Beförderung zum Korvettenkapitän. Bis Kriegsende diente er erst als II. Artillerie- und später als I. Artillerie-Offizier auf der Oldenburg.
Nach dem Krieg wurde er in die Reichsmarine übernommen. Am 1. Oktober 1924 wurde er erst zum Fregattenkapitän und am 1. April 1927 dann zum Kapitän zur See befördert.
Am 31. Dezember 1929 wurde er mit dem Charakter als Konteradmiral aus der Marine verabschiedet.